# Rocca Ciarva
La Rocca Ciarva (2.364 m s.l.m.) o Testa Ciarva è una montagna delle Alpi di Lanzo e dell'Alta Moriana nelle Alpi Graie. Si trova in Piemonte nelle Valli di Lanzo, in comune di Balme.

## Descrizione

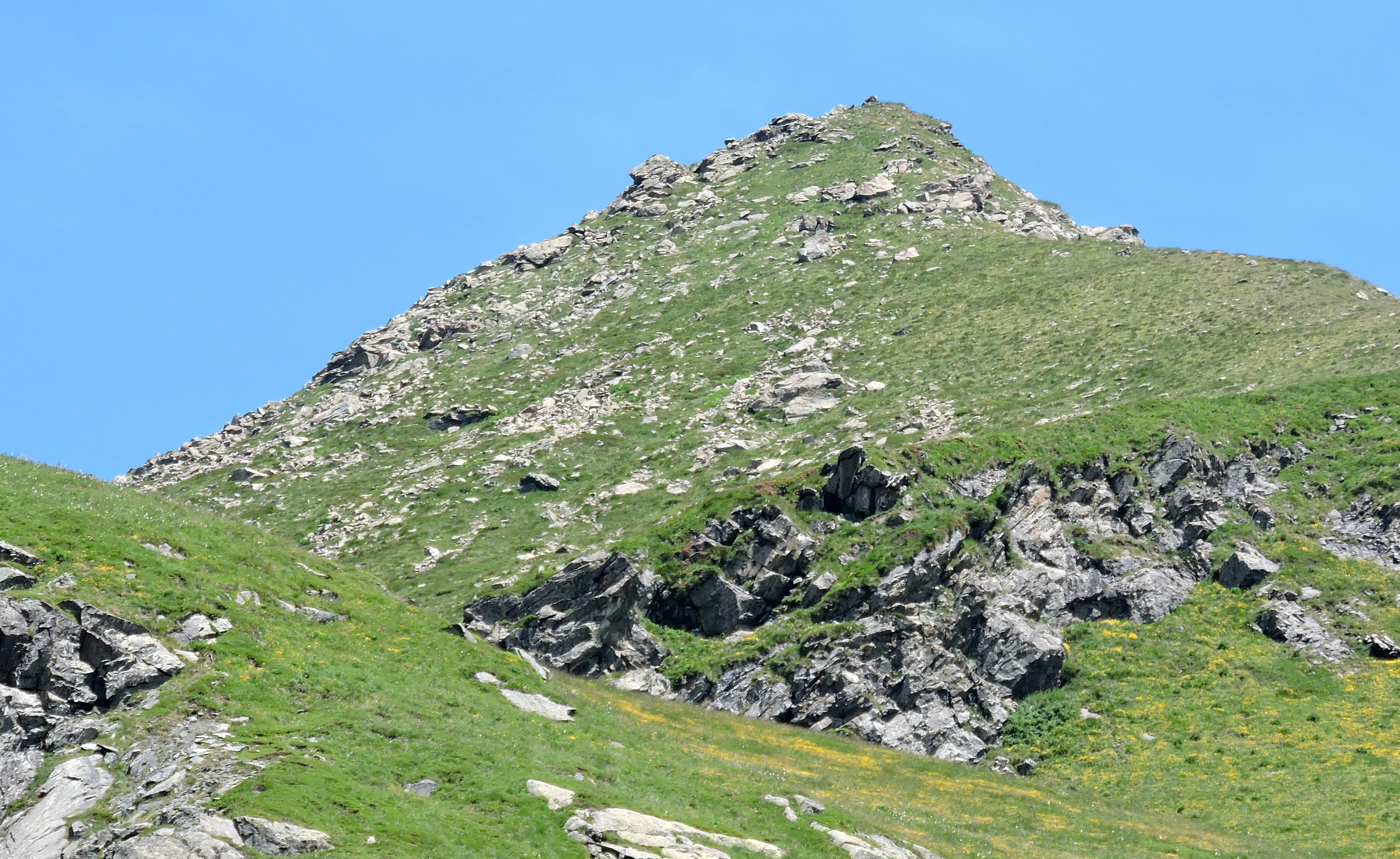
Vista dal Pian della Mussa

La montagna si trova su un costolone che si stacca dal crinale spartiacque tra la Val Grande e la Val d'Ala il quale, dirigendosi verso sud, divide tra loro la conca di Pian Ciamarella (a est, bagnato dal Rio della Ciamarella che proviene dal Ghicet di Sea) dal vallone bagnato dal Canalone delle Capre e dal rio emissario del Ghiacciaio della Ciamarella. Il Colle Battaglia (2.317 m) la separa dalla parte più settentrionale del costolone, che a sud si esaurisce al Pian della Mussa. Presenta anche una anticima meridionale, pochi metri più bassa del punto culmimante. Alle falde della montagna si trova un giacimento di vari minerali tra i quali pirite, clorite e minerali del gruppo del granato come la essonite, contenuta in banchi di granatite.

## Accesso alla vetta
La via normale di salita parte dal Pian della Mussa; passando per il Pian Ciamarella si raggiunge il Colle Battaglia dal quale tracce di sentiero permettono di arrivare in vetta. La salita è valutata di una difficoltà escursionistica EE. La montagna costituisce anche una apprezzata meta invernale per escursioni con gli sci o con le ciaspole.

## Punti d'appoggio
Al Pian della Mussa è presente il Rifugio Città di Cirié che può essere utilizzato come punto d'appoggio.

## Cartografia
- Cartografia ufficiale italiana dell'Istituto Geografico Militare (IGM) in scala 1:25.000 e 1:100.000, consultabile on line
- Istituto Geografico Centrale - Carta dei sentieri e dei rifugi scala 1:50.000 n. 2 Valli di Lanzo e Moncenisio
- Istituto Geografico Centrale - Carta dei sentieri e dei rifugi scala 1:25.000 n.110 Alte Valli di Lanzo (Rocciamelone - Uja di Ciamarella - Le Levanne)